# سیارک ۶۹۲۷
سیارک ۶۹۲۷ (به انگلیسی: 6927 Tonegawa، نامگذاری:1994TE1) شش هزار و نهصد و بیست و هفتمین سیارک کشف شده‌است که در ۲ اکتبر ۱۹۹۴ کشف شد.
قدر مطلق سیارک برابر ۱۳٫۴۰ است.